# デイヴィッド・A・ムーン
デイヴィッド・A・ムーン（英: David A. Moon）は、プログラマおよび計算機科学者である。プログラミング言語LISPの研究者、テキストエディタEmacsの共同作者、世代別ガベージコレクションの発明者、プログラミング言語Dylanの設計者として知られている。ガイ・スティール・ジュニアとリチャード・P・ガブリエルは、彼をCommon Lisp運動のリーダーとして挙げ、「魅力的で力強い思想家であり、静かでしばしば侮辱的であり、その議論に反論することはほとんど不可能である」と評している。

## 功績
Maclispは、1960年代後半にリチャード・グリーンブラットがマサチューセッツ工科大学（MIT）で開発したLISPの派生版であり、もともとはディジタル・イクイップメント・コーポレーション製のPDP-6およびPDP-10コンピュータで動作していた。1970年代初頭、ムーンはMITでMulticsオペレーティングシステムを実行するHoneywell 6180という別の種類のコンピュータにMaclispを再実装するプロジェクトを率いた。ムーンが開発したコンパイラNCOMPLRは、「他のすべてのLispコンパイラを測る基準」となった。このプロジェクトの一環として、ムーンはより一般的なMaclispの標準マニュアル『MacLISP Reference Manual』を執筆した。このマニュアルはMoonualとも呼ばれている。  
ムーンは、1974年に始まったGreenblattのMITLISPマシン開発プロジェクトの初期メンバーの1人であった。1976年、スティールとともにEmacsテキストエディタの最初の（TECOベースの）バージョンを書き、1978年にはダニエル・ウェインレブとともに「chine nual」として知られるLISPマシンのマニュアルを共同執筆した。また、ハワード・キャノンとともに、LISPマシンで多重継承によるオブジェクト指向プログラミングを行うシステムであるFlavorsを開発した。LISPマシンプロジェクトの一環として、彼は世代別ガベージコレクションも発明した。この進歩により、LISPで継続的に動作するガベージコレクションシステムが広く使用されるようになった。  
1980年にLISPマシンを商用化するためにシンボリックスが設立されたとき、彼はその創設者の1人となった。彼はシンボリックスで新しいハードウェアとソフトウェアの開発を続け、1989年にシンボリックスフェロー（Symbolics Fellow）に選ばれたが、1990年に同社を退社し新しいオペレーティングシステムを開発するプロジェクトに参加した。彼はまた、Common Lispの標準化にも重要な貢献をした。  
その後、彼はAppleに勤務し、そこでプログラミング言語Dylanの「言語設計への主要な貢献者」の一人となった。